# Novembro

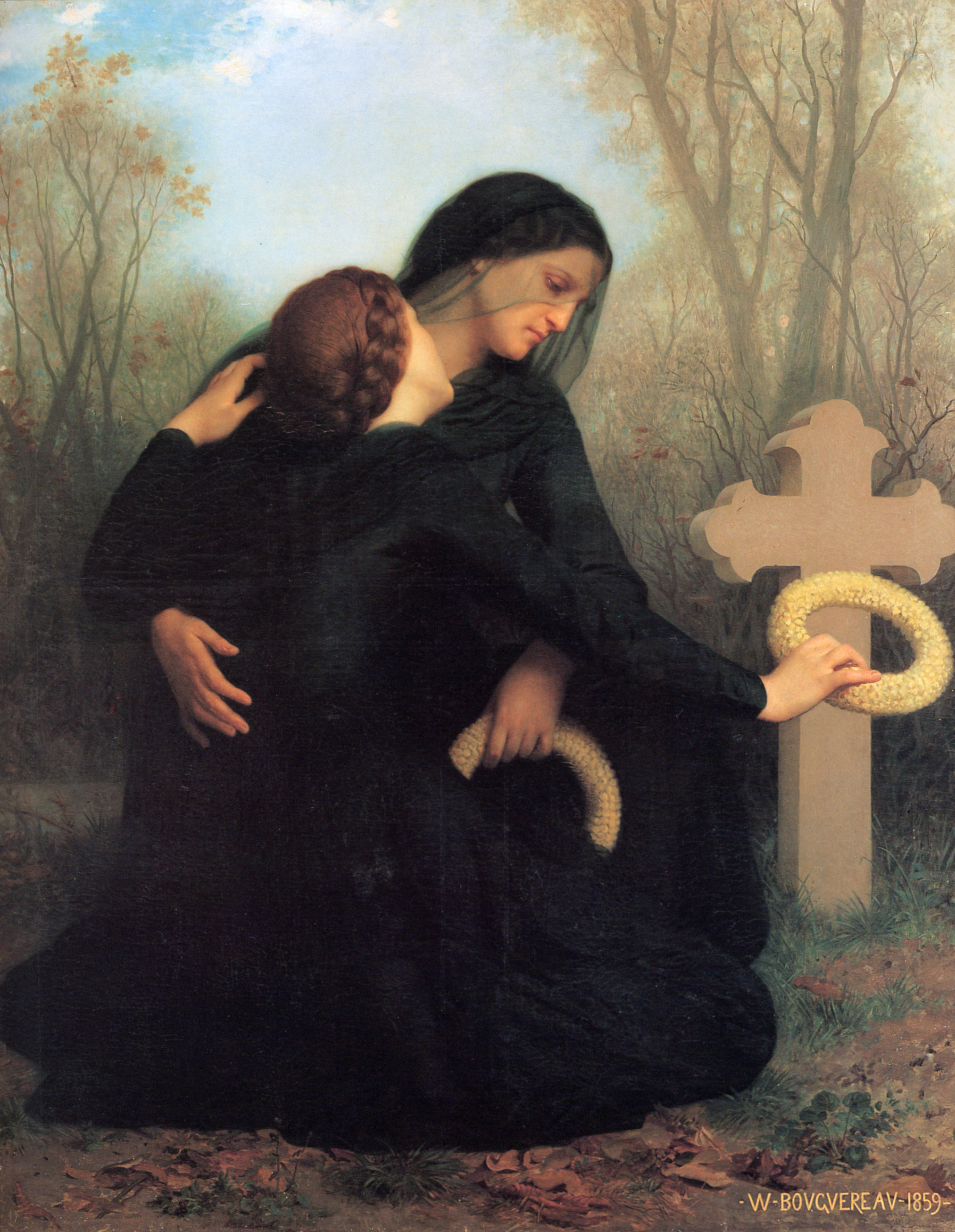
Novembro é conhecido pelo Dia de Finados em homenagem aos mortos.

Novembro é o décimo primeiro e penúltimo mês do ano no calendário gregoriano e o penúltimo mês do ano, tendo a duração de 30 dias. Novembro deve o seu nome à palavra latina novem (nove), dado que era o nono mês do calendário romano, que começava em março. Novembro foi o nono mês do calendário de Rômulo c.  750 a.C. Novembro manteve seu nome (do latim novem que significa "nove") quando janeiro e fevereiro foram adicionados ao calendário romano. 
Novembro é um mês de final da primavera no hemisfério sul e final do outono no hemisfério norte. Portanto, novembro no hemisfério sul é o equivalente sazonal de maio no hemisfério norte e vice-versa. Na Roma Antiga, Ludi Plebeii era realizado de 4 a 17 de novembro, Epulum Jovis era realizado em 13 de novembro e as celebrações de Brumalia começavam em 24 de novembro. Essas datas não correspondem ao calendário gregoriano moderno. Novembro foi referido como Blōtmōnaþ pelos anglo-saxões. Brumário e Frimário foram os meses em que novembro caiu no calendário republicano francês.
Novembro começa no mesmo dia da semana que março e, exceto em anos bissextos, também como fevereiro. Em novembro, temos o zodíaco ou signo zodiacal de Escorpião (23 de outubro a 21 de novembro), no final do mês vai para Sagitário (22 de novembro a 21 de dezembro).
A Igreja católica dedica o mês de novembro em oração às pobres Almas do Purgatório.

## História

### Nome do Mês
Antigos nomes alemães para o termo latino novembro são Windmond (introduzido por Carlos Magno no século VIII), mês de inverno e Nebelung. Na Holanda, o mês também era chamado de lua de batalha ou mês de Schlachte porque naquela época o porco Einschlachten era comum. Devido às inúmeras ocasiões para comemorar os mortos, novembro também é conhecido como o mês do luto.
No calendário romano originalmente era novembro (o nono mês lat. Novem = nove). Em 153 A.C No entanto, o início do ano foi adiantado em dois meses, de modo que a relação direta entre o nome e a contagem do mês foi perdida. Isso às vezes é esquecido ao transferir as datas latinas usadas anteriormente. Sob o imperador Cómodo, o mês foi rebatizado de Romanus, mas após a morte do imperador recebeu seu antigo nome de volta.

### Comemorações em novembro
No ano litúrgico, novembro é considerado um mês de reflexão e lembrança.
O Dia de Todos os Santos comemorado na Igreja Católica Romana, em honra a todos os seus santos, este Memorial Day é sempre celebrado em 1 de novembro. Isso é seguido pelo Dia de Finados em 2 de novembro, quando a Igreja Católica comemora os fiéis defuntos. O 11 de novembro é o chamado Dia de Martinho, um dia de celebração da Igreja Católica em homenagem a São Martinho de Tours. Também no dia 11, nos Estados Unidos se celebra o feriado do dia dos Veteranos.
O Dia de Luto Nacional é sempre celebrado dois domingos antes do primeiro dia do Advento e é o dia da lembrança dos soldados alemães mortos nas duas Guerras Mundiais. Na quarta-feira, entre o Dia do Luto Nacional e o Domingo dos Mortos, é o Dia da Penitência e da Oração, feriado da Igreja Evangélica em que se deve voltar mais uma vez para Deus. 
Um domingo antes do primeiro Advento é o Domingo dos Mortos, onde funciona a Igreja Protestante dos Mortos. A Igreja Católica celebra Cristo Rei no domingo neste dia. O primeiro advento está em quatro dos sete casos em novembro. Com o 1º Advento começa o tempo do Advento e a espera do Natal.

## Datas comemorativas
- Dia Mundial em Memória das Vítimas na Estrada (comemorado anualmente no 3º domingo de novembro)

### Em Angola
- 02 de novembro - Dia dos Finados (Dia dos Mortos)
- 11 de novembro - Dia da proclamação da independência

### No Brasil
- 02 de novembro - Dia de Finados, feriado nacional
- 5 de novembro - Dia do Radioamador
  - Dia do Técnico em Eletrônica
  - Dia Nacional da Língua Portuguesa[5]
- 7 de novembro - Dia do Radialista
- 15 de novembro - Dia da Proclamação da República, feriado nacional
- 17 de novembro - Dia Mundial da Criatividade
- 19 de novembro - Dia da Bandeira Nacional
- 20 de novembro - Dia da Consciência Negra, feriado nacional 
  - Dia do Biomédico
- 22 de novembro - Dia de Araribóia em Niterói, Rio de Janeiro
  - Dia do Músico
  - 1891 - Primeira Revolta da armada - Rio de Janeiro

- 25 de novembro - Dia Internacional para a não-Violência Contra as Mulheres
- 30 de novembro - Dia do Evangélico[6]

### Estados Unidos
- 11 de novembro - Dia dos Veteranos[7]
- Quarta Quinta-feira de novembro - Ações de Graças[8]

### Irlanda
- 1 de novembro - o primeiro dia do inverno

### México
- 2 de novembro - Dia dos Mortos

### Igreja Católica
- 1 de novembro - Dia de Todos-os-Santos
- 2 de novembro - Dia de Finados
- 9 de novembro - Dia de Santa Elisabete da Trindade
- 11 de novembro - Dia de São Martinho de Tours
- 14 de novembro - Dia de Todos os Santos Carmelitas
- 15 de novembro - Dia de Santo Alberto Magno
- 17 de novembro - Dia de Santa Isabel
- 19 de novembro - Dia de Nossa Senhora da Divina Providência
- 21 de novembro - Dia de Nossa Senhora da Apresentação
- 22 de novembro - Dia de Santa Cecília
- 25 de novembro - Dia de Santa Catarina
- 27 de novembro - Dia de Nossa Senhora das Graças
- 30 de novembro - Dia de Santo André

## Nascimentos

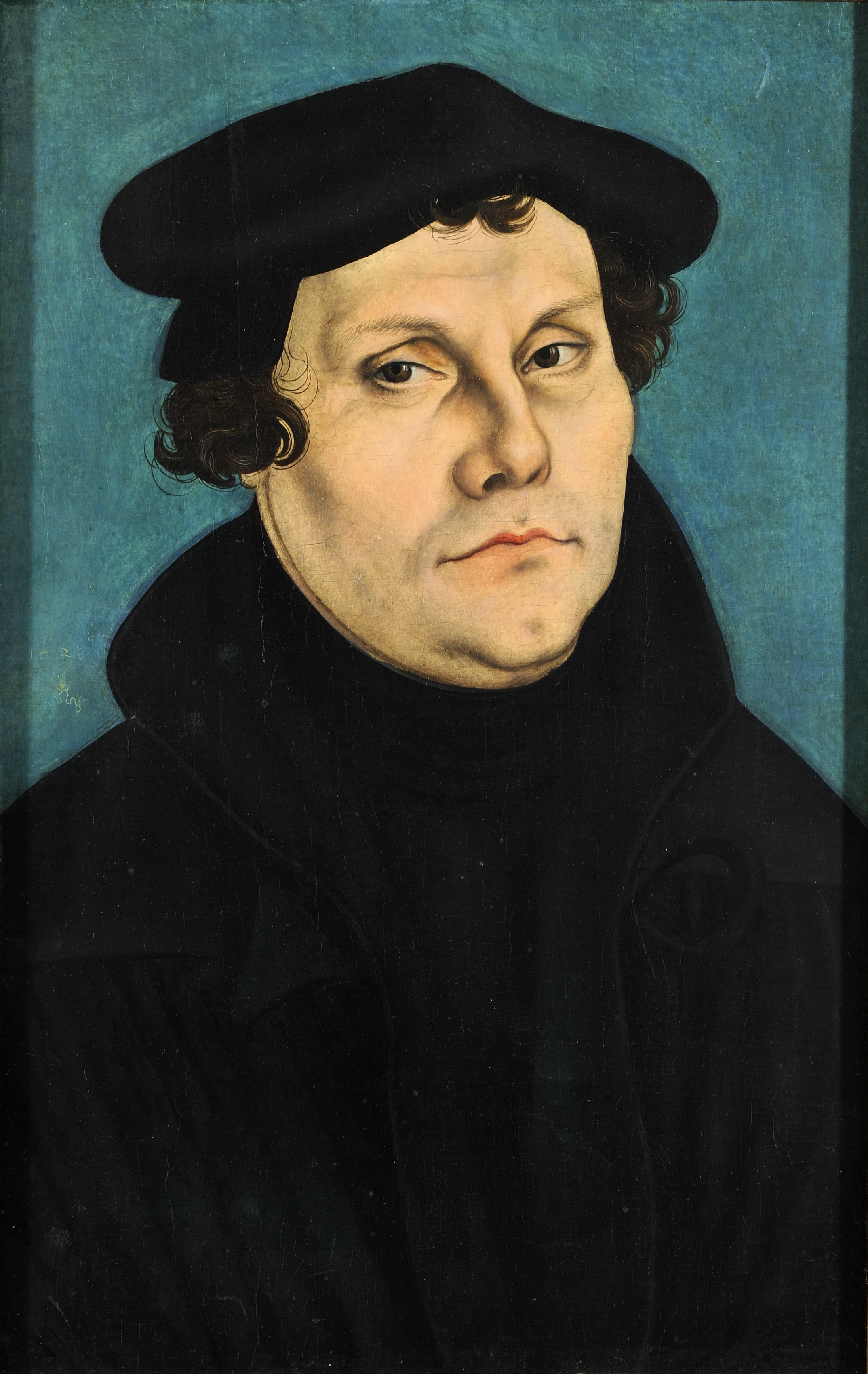
Martinho Lutero

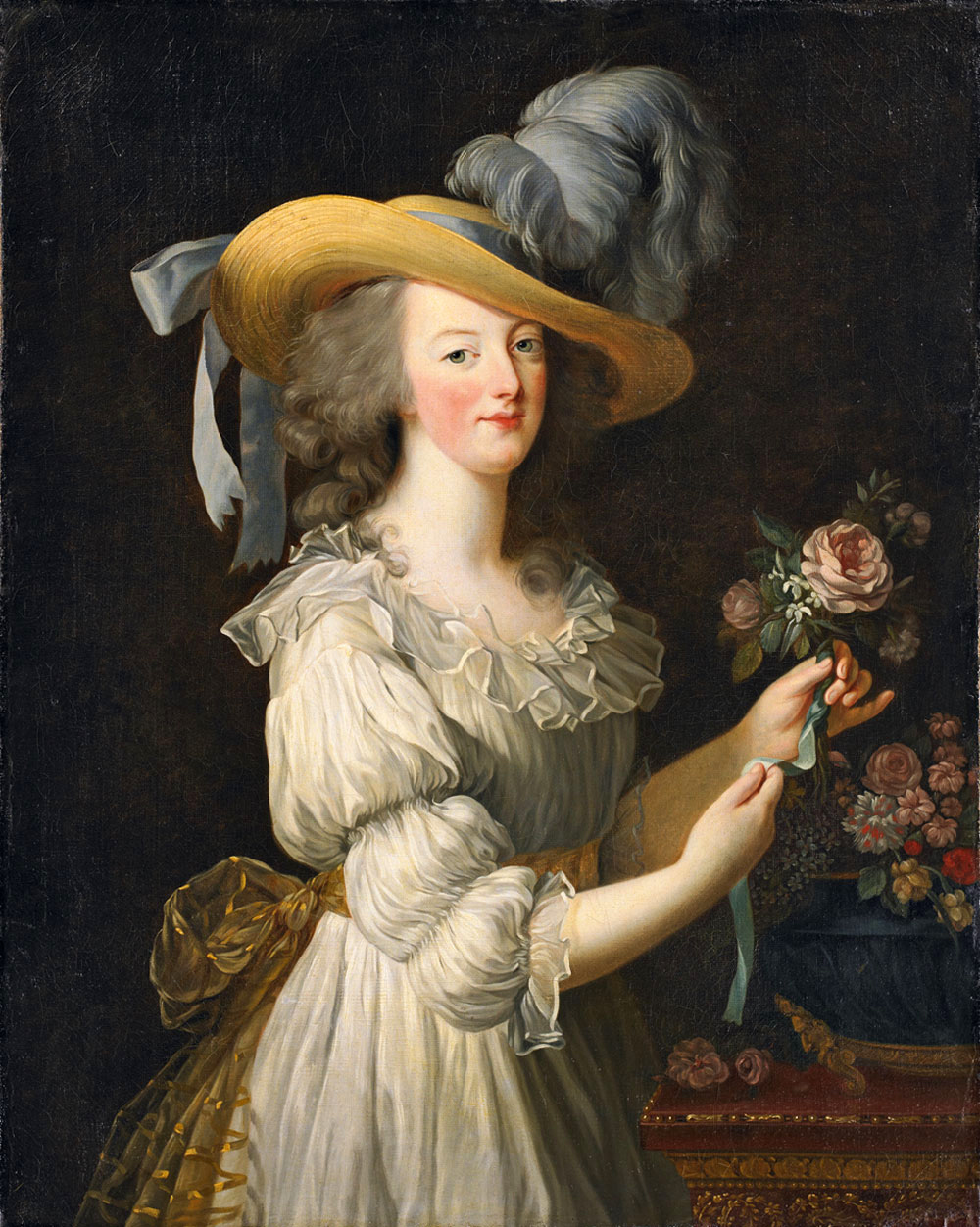
Maria Antonieta

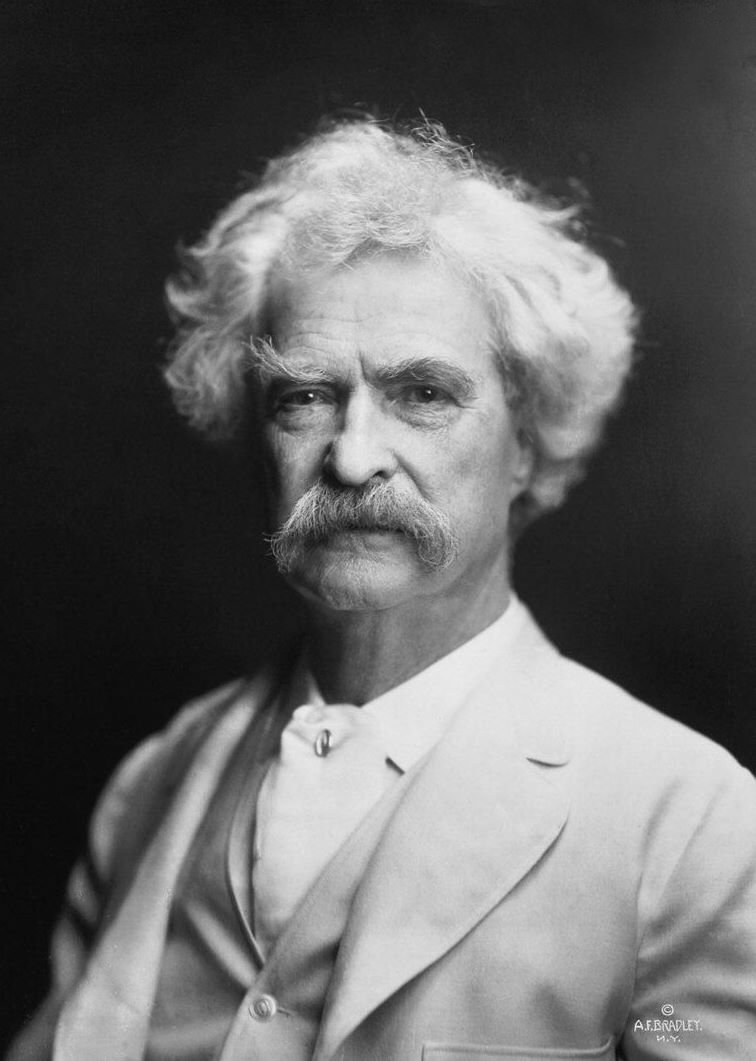
Mark Twain

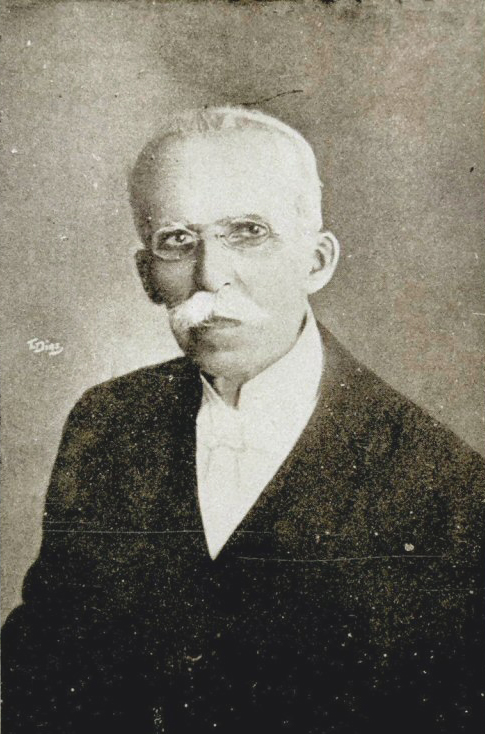
Ruy Barbosa

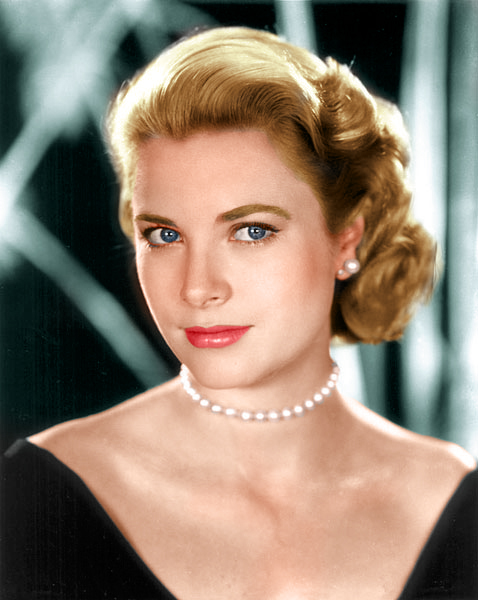
Grace Kelly

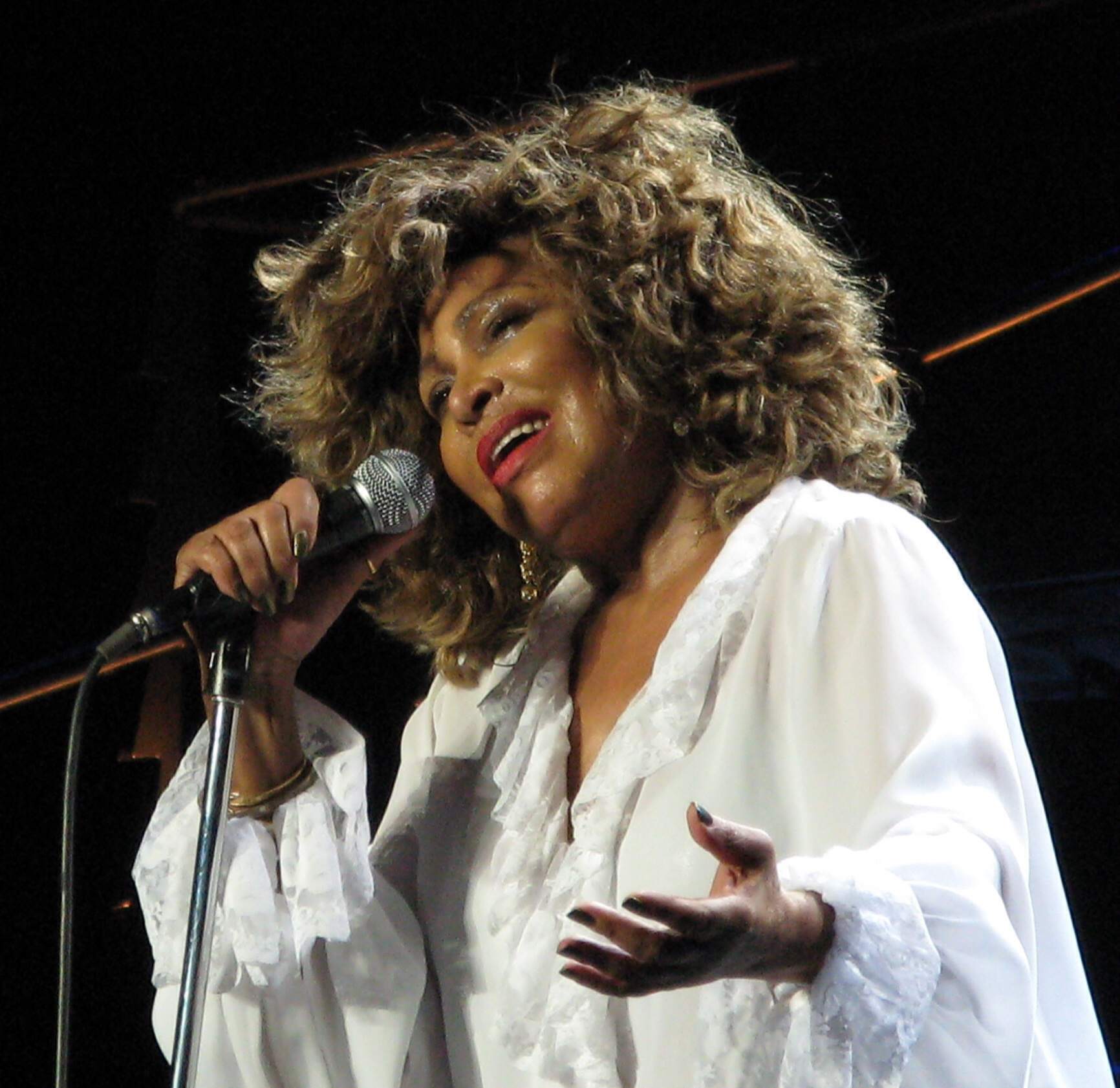
Tina Turner

Joe Biden

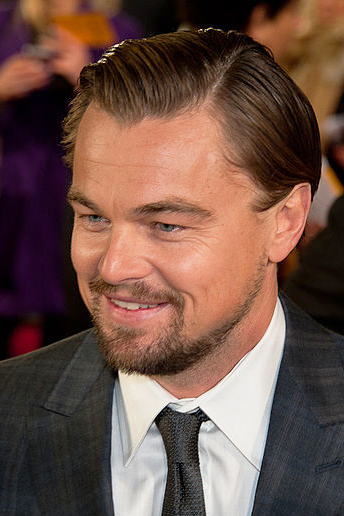
Leonardo DiCaprio

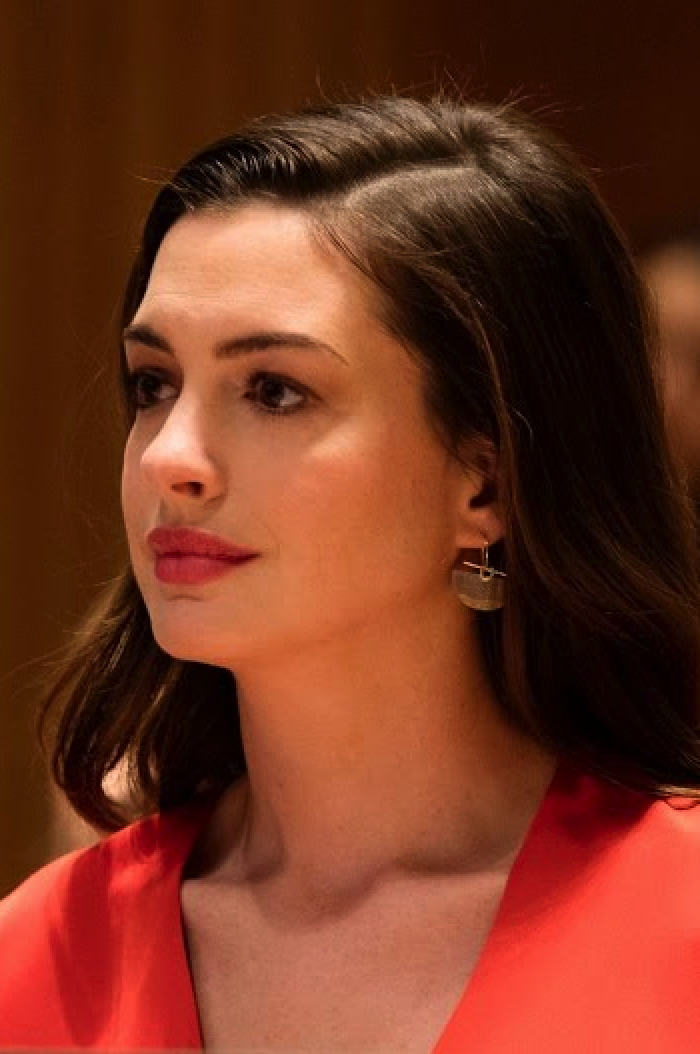
Anne Hathaway

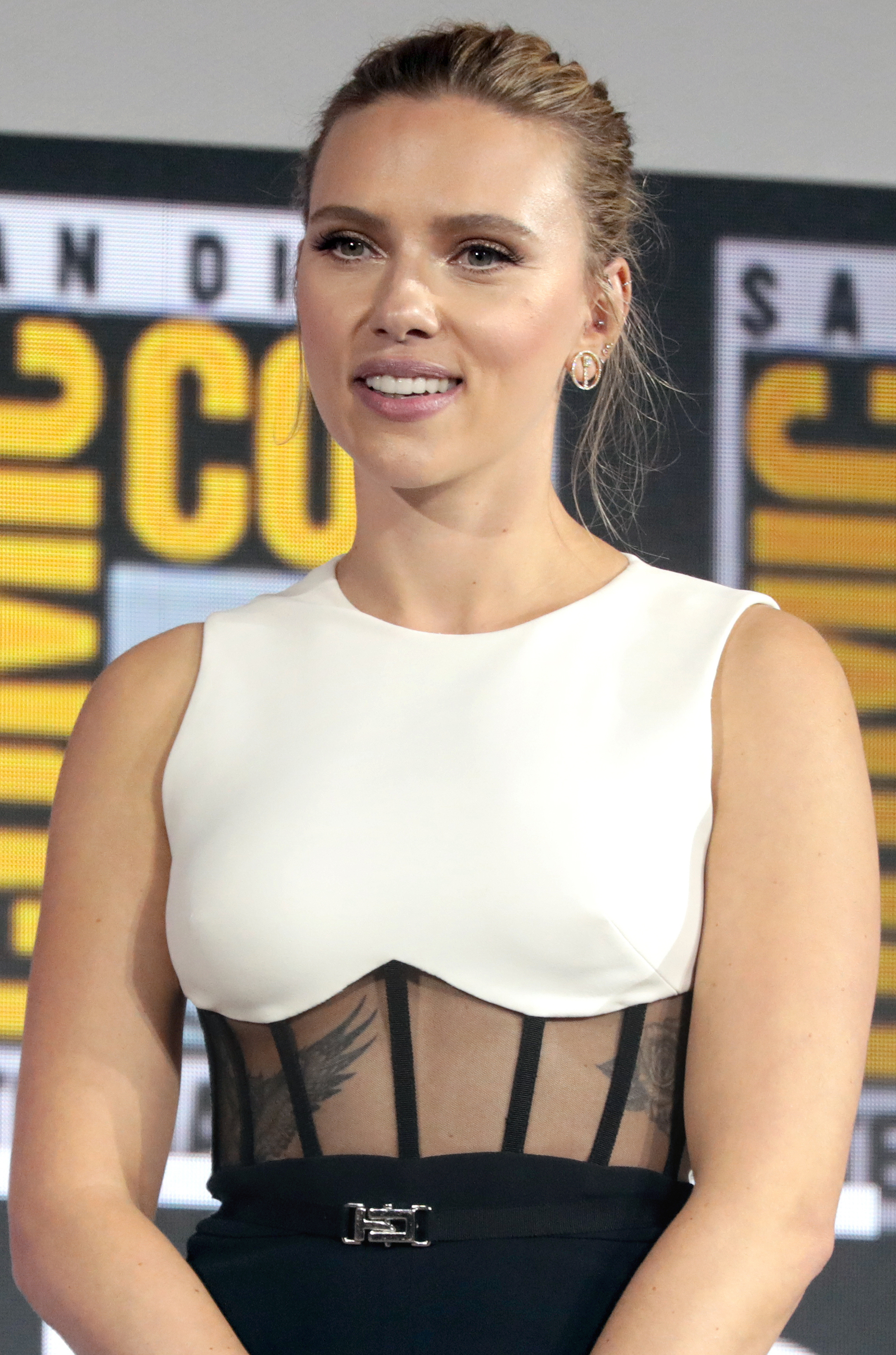
Scarlett Johansson

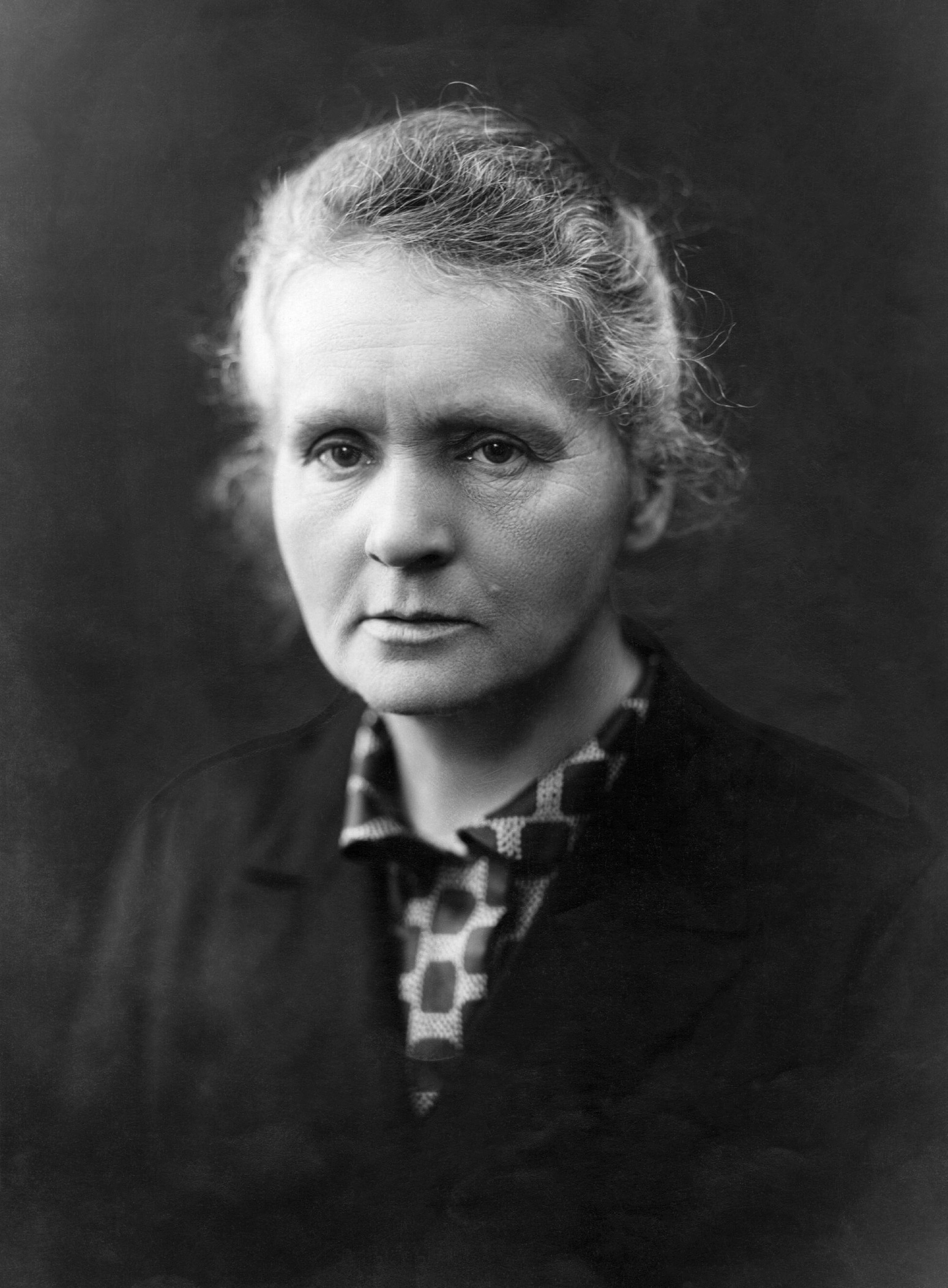
Marie Curie

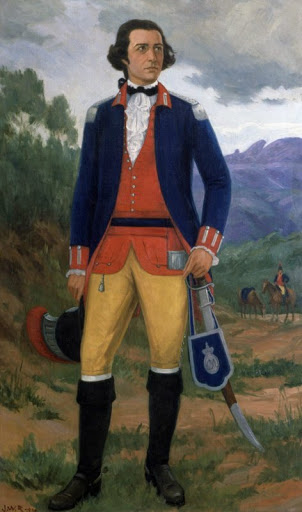
Tiradentes

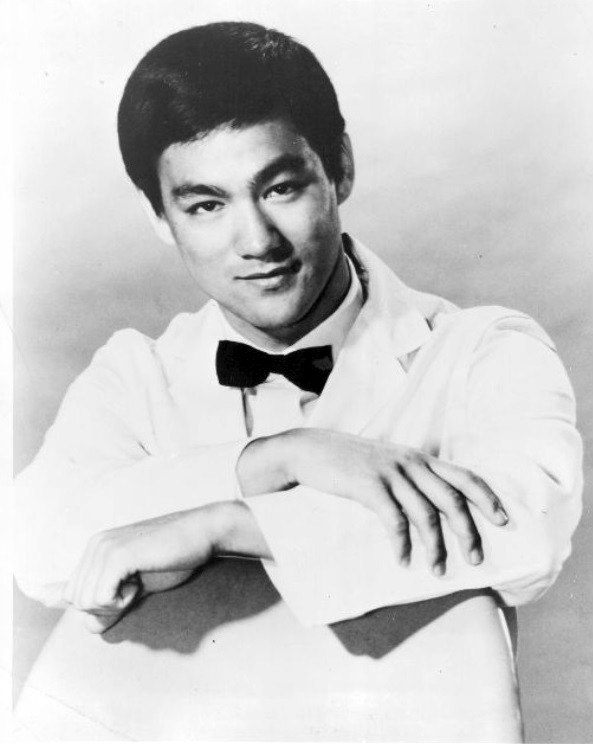
Bruce Lee

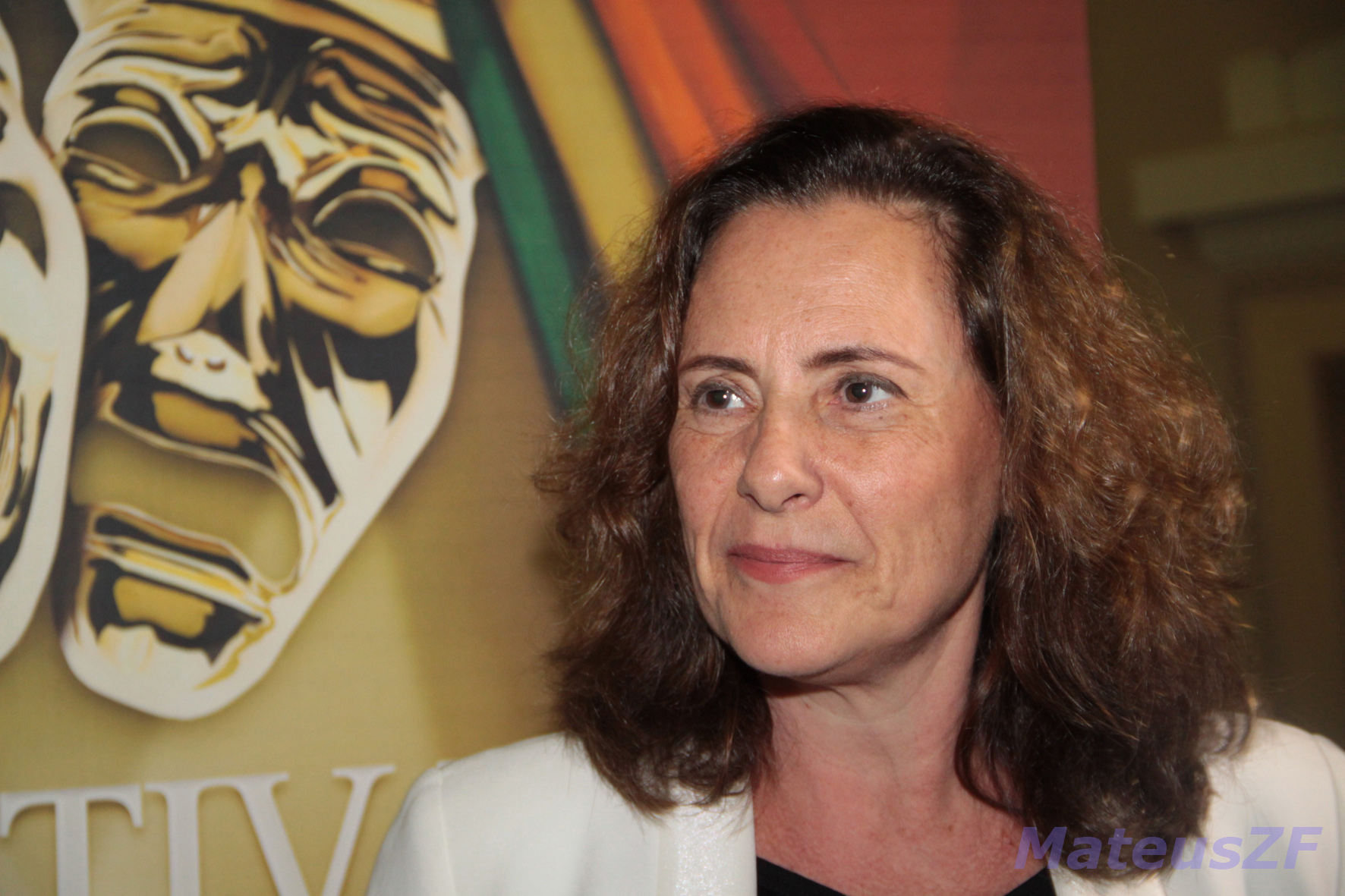
Elizabeth Savalla

- 1 de novembro de 1549 — Ana de Áustria, Rainha de Espanha (m. 1580).
- 1 de novembro de 1661 — Luís, Grande Delfim de França (m. 1711).
- 1 de novembro de 1773 — Maria Teresa de Áustria-Este, rainha da Sardenha (m. 1832).
- 1 de novembro de 1978 — Lázaro Ramos, ator brasileiro.
- 1 de novembro de 1981 — Thiago Fragoso, ator brasileiro.
- 2 de novembro de 1470 — Eduardo V de Inglaterra (m. 1483).
- 2 de novembro de 1755 — Maria Antonieta, rainha da França (m. 1793).
- 2 de novembro de 1795 — James K. Polk, político estadunidense (m. 1849).
- 2 de novembro de 1865 — Warren G. Harding, político americano (m. 1923).
- 2 de novembro de 1946 — Marieta Severo, atriz brasileira.
- 2 de novembro de 1976 — Daniel da Cruz Carvalho, ex-futebolista português.
- 2 de novembro de 1990 — Kendall Schmidt, ator e cantor americano.
- 2 de novembro de 1995 — Rafael Vitti, ator brasileiro.
- 3 de novembro de 1777 — Sofia do Reino Unido (m. 1848).
- 3 de novembro de 1877 — Carlos Ibáñez del Campo, político chileno (m. 1960).
- 3 de novembro de 1969 — Luciana Gimenez, apresentadora brasileira.
- 3 de novembro de 1995 — Kendall Jenner, modelo americana.
- 4 de novembro de 1883 — Nikólaos Plastíras, militar e político grego (m. 1953).
- 4 de novembro de 1988 — Anderson Pico, futebolista brasileiro.
- 4 de novembro de 1996 — Adelén, cantora norueguesa.
- 5 de novembro de 1607 — Anna Maria van Schurman, pintora holandesa (m. 1678).
- 5 de novembro de 1849 — Ruy Barbosa, jurista, político, diplomata, escritor, filólogo, tradutor e orador brasileiro (m. 1923).
- 5 de novembro de 1898 — Frei Damião, frade italiano (m. 1997).
- 5 de novembro de 1913 — Vivien Leigh, atriz britânica (m. 1967).
- 5 de novembro de 1921 — Fawzia Fuad do Egito (m. 2013).
- 6 de novembro de 1479 — Joana de Castela (m. 1555).
- 6 de novembro de 1661 — Carlos II da Espanha (m. 1700).
- 6 de novembro de 1914 — Jonathan Harris, ator norte-americano (m. 2002).
- 6 de novembro de 1957 — Ciro Gomes, político brasileiro.
- 6 de novembro de 1988 — Emma Stone, atriz norte-americana.
- 7 de novembro de 1728 — James Cook, oficial naval, explorador e cartógrafo britânico (m. 1779).
- 7 de novembro de 1867 — Marie Curie, química e física francesa (m. 1934).
- 7 de novembro de 1901 — Cecília Meireles, escritora brasileira (m. 1964).
- 7 de novembro de 1952 — Geraldo Alckmin, político brasileiro.
- 7 de novembro de 1967 — Paulo Ricardo, padre e escritor brasileiro.
- 8 de novembro de 1622 — Carlos X Gustavo da Suécia (m. 1660).
- 8 de novembro de 1723 — John Byron, oficial naval e vice-almirante britânico (m. 1786)
- 8 de novembro de 1768 — Augusta Sofia do Reino Unido (m. 1840).
- 8 de novembro de 1985 — Jack Osbourne, ator britânico.
- 9 de novembro de 1841 — Eduardo VII do Reino Unido (m. 1910).
- 9 de novembro de 1914 — Hedy Lamarr, atriz, produtora e cantora norte-americana (m. 2000)
- 9 de novembro de 1919 — Eva Todor, atriz brasileira (m. 2017).
- 9 de novembro de 1975 — Maria Ribeiro, atriz brasileira.
- 9 de novembro de 1986 — Prince Tagoe, futebolista ganês.
- 10 de novembro de 1483 — Martinho Lutero, teólogo alemão (m. 1546).
- 10 de novembro de 1683 — Jorge II da Grã-Bretanha (m. 1760).
- 10 de novembro de 1925 — Richard Burton, ator galês (m. 1984).
- 10 de novembro de 1980 — Jackeline Petkovic, apresentadora brasileira.
- 10 de novembro de 1992 — MC Guimê, cantor brasileiro.
- 10 de novembro de 2000 — Mackenzie Foy, atriz e modelo norte-americana.
- 11 de novembro de 1748 — Carlos IV de Espanha (m. 1819).
- 11 de novembro de 1869 — Vítor Emanuel III da Itália (m. 1947).
- 11 de novembro de 1894 — Beverly Bayne, atriz norte-americana (m. 1982).
- 11 de novembro de 1974 — Leonardo DiCaprio, ator norte-americano.
- 11 de novembro de 1981 — Guilherme, Grão-Duque Herdeiro de Luxemburgo.
- 11 de novembro de 1992 — Bruna Linzmeyer, atriz brasileira.
- 11 de novembro de 1994 — MC Livinho, cantor e futebolista brasileiro.
- 11 de novembro de 1996 — Tye Sheridan, ator norte-americano.
- 11 de novembro de 1997 — Rayssa Bratillieri, atriz brasileira.
- 12 de novembro de 1746 — Tiradentes, revolucionário brasileiro (m. 1792).
- 12 de novembro de 1929 — Grace Kelly, atriz norte-americana (m. 1982).
- 12 de novembro de 1941 — João Nogueira, cantor e compositor brasileiro (m. 2000).
- 12 de novembro de 1951 — Marcelo Rezende, jornalista, repórter e apresentador de televisão brasileiro (m. 2017).
- 12 de novembro de 1972 — Reynaldo Gianecchini, ator brasileiro.
- 12 de novembro de 1980 — Ryan Gosling, ator canadense.
- 12 de novembro de 1982 — Anne Hathaway, atriz estadunidense.
- 12 de novembro de 1994 — Guillaume Cizeron, patinador artístico francês.
- 13 de novembro de 354 — Agostinho de Hipona, filósofo latino (m. 430).
- 13 de novembro de 1957 — Luís Melo, ator e diretor brasileiro.
- 13 de novembro de 1968 — Steve Zahn, ator norte-americano.
- 14 de novembro de 1719 — Leopold Mozart, compositor, professor de música e violinista alemão (m. 1787).
- 14 de novembro de 1906 — Louise Brooks, atriz norte-americana (m. 1985).
- 14 de novembro de 1948 — Carlos, Príncipe de Gales.
- 15 de novembro de 1498 — Leonor da Áustria, Rainha de Portugal e de França (m. 1558).
- 15 de novembro de 1889 — Manuel II de Portugal (m. 1932).
- 15 de novembro de 1895 — Olga Nikolaevna da Rússia (m.1918).
- 15 de novembro de 1950 — Helena da Romênia.
- 16 de novembro de 1717 — Jean le Rond d’Alembert, matemático e pensador francês (m. 1783).
- 16 de novembro de 1922 — José Saramago, escritor português (m. 2010).
- 16 de novembro de 1996 — Tomás Andrade, futebolista argentino.
- 16 de novembro de 2003 — Ana Castela, cantora e compositora brasileira.
- 17 de novembro de 1755 — Luís XVIII de França (m. 1824).
- 17 de novembro de 1910 — Rachel de Queiroz, escritora brasileira (m. 2003).
- 17 de novembro de 1944 — Danny DeVito, ator estadunidense.
- 17 de novembro de 1978 — Rachel McAdams, atriz canadense.
- 18 de novembro de 1774 — Guilhermina da Prússia, Rainha dos Países Baixos (m. 1837).
- 18 de novembro de 1934 — José Ferreira Franco (Zequinha), futebolista brasileiro (m. 2009).
- 18 de novembro de 1992 — Nathan Kress, ator norte-americano.
- 19 de novembro de 1600 — Carlos I de Inglaterra (m. 1649).
- 19 de novembro de 1831 — James A. Garfield, político norte-americano (m. 1881).
- 19 de novembro de 1962 — Jodie Foster, atriz norte-americana.
- 20 de novembro de 1761 — Papa Pio VIII (m. 1830).
- 20 de novembro de 1912 — Otto de Habsburgo (m. 2011).
- 20 de novembro de 1942 — Joe Biden, político e advogado estadunidense.
- 20 de novembro de 1978 — Nadine Velazquez, atriz norte-americana.
- 20 de novembro de 1985 — Jayme Matarazzo, ator brasileiro.
- 21 de novembro de 1694 — Voltaire, filósofo francês (m. 1778).
- 21 de novembro de 1840 — Vitória, Princesa Real do Reino Unido (m. 1901).
- 21 de novembro de 1854 — Papa Bento XV (m. 1922).
- 21 de novembro de 1947 — Alcione, cantora, instrumentista e compositora brasileira.
- 22 de novembro de 1602 — Isabel de Bourbon, Rainha da Espanha (m. 1644).
- 22 de novembro de 1861 — Ranavalona III, rainha de Madagáscar (m. 1917).
- 22 de novembro de 1878 — Miguel Alexandrovich da Rússia (m. 1918).
- 22 de novembro de 1890 — Charles de Gaulle, estadista francês (m. 1970).
- 22 de novembro de 1973 — Eliana, cantora e apresentadora de televisão brasileira.
- 22 de novembro de 1984 — Scarlett Johansson, atriz e cantora estadunidense.
- 22 de novembro de 1994 — Dacre Montgomery, ator australiano.
- 23 de novembro de 1804 — Franklin Pierce, político norte-americano (m. 1869).
- 23 de novembro de 1954 — Elizabeth Savalla, atriz brasileira.
- 23 de novembro de 1992 — Miley Cyrus, cantora e atriz norte-americana.
- 23 de novembro de 1992 — EunB, cantora sul-coreana (m. 2014)
- 23 de novembro de 1998 — Bradley Steven Perry, ator norte-americano.
- 24 de novembro de 1655 — Carlos XI da Suécia (m. 1697).
- 24 de novembro de 1724 — Maria Amália da Saxônia (m. 1760).
- 24 de novembro de 1784 — Zachary Taylor, político norte-americano (m. 1850).
- 24 de novembro de 1861 — Cruz e Sousa, poeta brasileiro (m. 1898).
- 24 de novembro de 1990 — Sarah Hyland, atriz norte-americana.
- 25 de novembro de 1609 — Henriqueta Maria de França (m. 1669).
- 25 de novembro de 1845 — Eça de Queirós, romancista português (m. 1900).
- 25 de novembro de 1876 — Vitória Melita de Saxe-Coburgo-Gota (m. 1936).
- 25 de novembro de 1881 — Papa João XXIII (m. 1963).
- 25 de novembro de 1978 — Taís Araújo, atriz brasileira.
- 26 de novembro de 1827 — Ellen G. White, escritora e religiosa norte-americana (m. 1915).
- 26 de novembro de 1939 — Tina Turner, cantora e compositora estado-unidense
- 26 de novembro de 1979 — Deborah Secco, atriz brasileira.
- 26 de novembro de 1983 — Sheron Menezzes, atriz brasileira.
- 26 de novembro de 1996 — Louane Emera, atriz e cantora francesa.
- 27 de novembro de 1844 — Vital Maria Gonçalves de Oliveira, bispo católico brasileiro (m. 1878).
- 27 de novembro de 1940 — Bruce Lee, ator estadunidense e lutador de artes marciais chinesas (m. 1973).
- 27 de novembro de 1951 — Roberto Leal, ator e cantor português (m. 2019).
- 27 de novembro de 1992 — Park Chanyeol, cantor, compositor, instrumentista e ator sul-coreano.
- 28 de novembro de 1489 — Margarida Tudor, rainha consorte da Escócia (m. 1541).
- 28 de novembro de 1811 — Maximiliano II da Baviera (m. 1864).
- 28 de novembro de 1985 — Tiago Iorc, cantor e compositor brasileiro.
- 28 de novembro de 1987 — Karen Gillan, atriz e modelo britânica
- 28 de novembro de 1992 — Adam Hicks, ator norte-americano.
- 29 de novembro de 1856 — Theobald von Bethmann-Hollweg, político alemão (m. 1921).
- 29 de novembro de 1901 — Mildred Harris, atriz estado-unidense (m. 1944).
- 29 de novembro de 1982 — Emilio Dantas, ator brasileiro.
- 30 de novembro de 1340 — João, Duque de Berry (m. 1416).
- 30 de novembro de 1835 — Mark Twain, escritor estadunidense (m. 1910).
- 30 de novembro de 1943 — Gerson King Combo, cantor e compositor brasileiro.
- 30 de novembro de 1847 — Affonso Penna, político brasileiro (m. 1909).
- 30 de novembro de 1973 — Angélica, apresentadora de televisão e atriz brasileira.

## Mortes
- 1 de novembro de 2022 — Takeoff, rapper estadunidense (n. 1994).
- 2 de novembro de 1788 — Maria Ana Vitória Josefa de Bragança (n. 1768).
- 2 de novembro de 1810 — Amélia do Reino Unido (n. 1783).
- 2 de novembro de 1998 — Jovelina Pérola Negra, cantora brasileira (n. 1944).
- 5 de novembro de 2021 — Marília Mendonça, cantora brasileira (n. 1995).
- 9 de novembro de 1964 — Cecília Meireles, poetisa brasileira (n. 1901).
- 9 de novembro de 1970 — Charles de Gaulle, estadista francês (n. 1890).
- 9 de novembro de 1983 — Altemar Dutra, cantor brasileiro (n. 1940).
- 10 de novembro de 1891 — Arthur Rimbaud, poeta francês (n. 1854).
- 10 de novembro de 1911 — Christian Lundeberg, político sueco (n. 1842).
- 10 de novembro de 2017 — Marcia Cabrita, atriz e humorista brasileira (n. 1964).
- 12 de novembro de 1914 — Augusto dos Anjos, poeta brasileiro (n. 1884).
- 12 de novembro de 2003 — Jonathan Brandis, ator norte-americano (n. 1976).
- 12 de novembro de 2018 — Stan Lee, escritor e editor norte-americano (n. 1922).
- 21 de novembro de 1999 — Horacio Gómez Bolaños, ator mexicano (n. 1930).
- 21 de novembro de 2019 — Gugu Liberato, apresentador brasileiro (n. 1959).
- 24 de novembro de 1982 — Barack Obama, Sr., economista queniano (n. 1936).
- 24 de novembro de 1991 — Freddie Mercury, cantor e compositor anglo-tanzaniano (n. 1946).
- 24 de novembro de 2005 — Pat Morita, ator americano (n. 1932).
- 24 de novembro de 2019 — Goo Hara, cantora e dançarina sul-coreana. (n. 1991).
- 30 de novembro de 1900 — Oscar Wilde, escritor irlandês (n. 1854).
- 30 de novembro de 1942 — Buck Jones, ator estadunidense (n. 1891).
- 30 de novembro de 2018 — George H. W. Bush, ex-presidente americano (n. 1924).